# Organické sloučeniny uranu

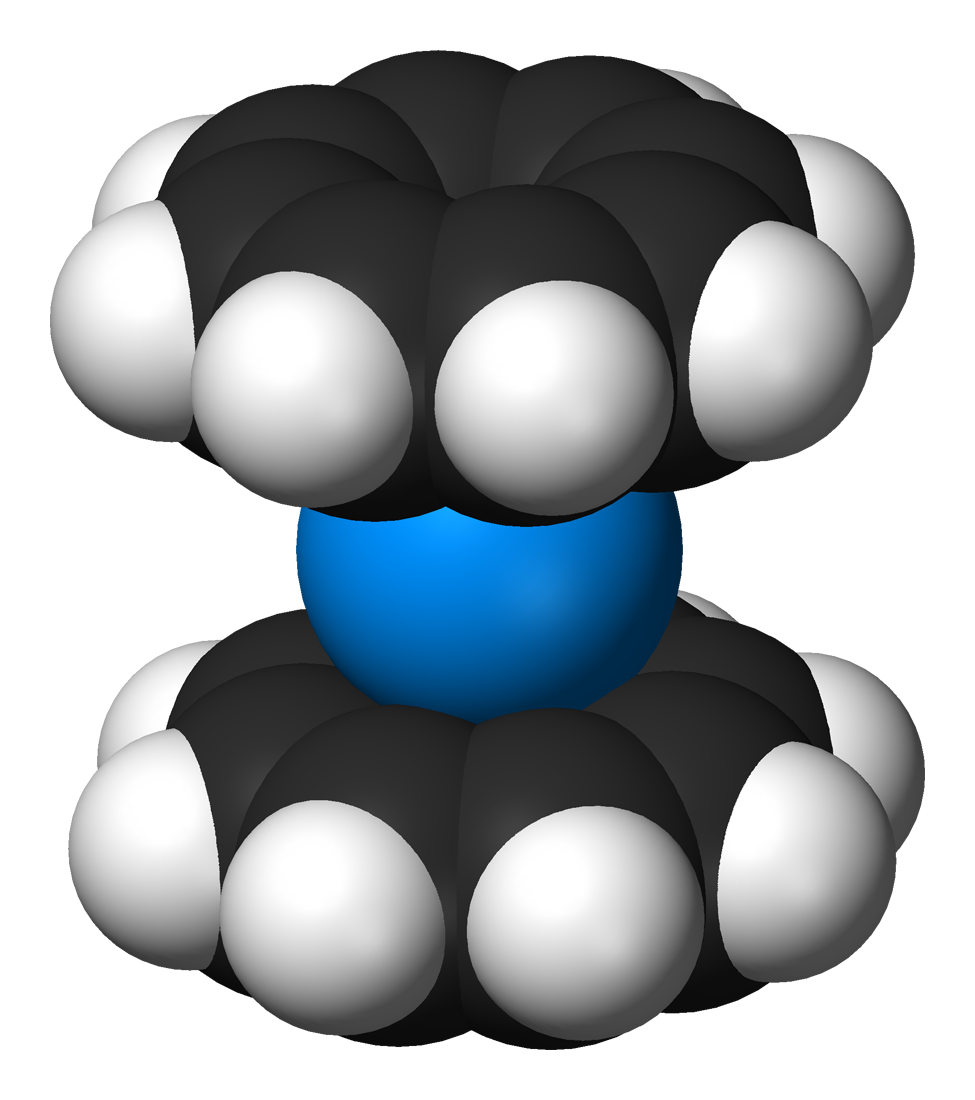
Uranocen

Organické sloučeniny uranu jsou organokovové sloučeniny obsahující vazby mezi atomy uhlíku a uranu. Mají význam v jaderné energetice a teoretický význam pro organokovovou chemii

## Historie
Rozvoj organických sloučenin uranu začal za druhé světové války, když byly v projektu Manhattan potřeba těkavé zdroje uranu pro oddělování izotopů 235U a 238U. Henry Gilman se pokusil získat tetramethyluran a další podobné sloučeniny, ostatní výzkumníci zkoumali syntézy karbonylů uranu, ale kvůli nestabilitě těchto sloučenin žádný z uvedených pokusů nebyl úspěšný. Po objevu ferrocenu v roce 1951 Todd Reynolds a o pět let později Geoffrey Wilkinson získali metalocen Cp3UCl reakcí cyklopentadienidu sodného s chloridem uraničitým jako sloučeninu, která byla stabilní, ale značně citlivá na vzduch. Vazba U-Cl je u tohoto komplexu iontová, zatímco vazby s cyklopentadienylovými ligandy mají vlastnosti odpovídající kovalentním vazbám sendvičových sloučenin, do kterých ze zapojují orbitaly 5f z atomů uranu.
Ernst Otto Fischer roku 1962 objevil tetracyklopentadienyluran, Cp4U, získaný reakcí cyklopentadienidu draselného (KCp) s UCl4 (výtěžnost reakce činila 6 %), který byl na vzduchu stálý v pevném skupenství, ne však v roztoku. Infračervené spektrum a nulový dipólový moment odhalily, že jde také o sendvičovou sloučeninu; uran v ní zaujímá tetraedrickou geometrii. V roce 1970 také získal Cp3U redukcí Cp4U elementárním uranem.
V roce 1968 skupina, kterou vedl Andrew Streitwieser, připravila stálý, ale samozápalný uranocen, (COT)2U, s atomem uranu mezi dvojicí cyklooktatetraenidových aniontů (s molekulární symetrií typu D8h). Orbitaly f v uranu interagují s aromatickými kruhy, podobně jako orbitaly d u ferrocenu interagují s Cp ligandy. Uranocen se od ferrocenu liší tím, že jeho HOMO a LUMO mají centrum na atomu kovu a ne na kruzích a reakce, do kterých se zapojuje kov, tak často vedou ke štěpení vazeb ligand-kov.
Uranoceny mohou snadno redukovat uraničité sloučeniny na uranité; v ostatních případech je jejich reaktivita nízká. Podobnou sloučeninou s vyšší reaktivitou je (COT)U(BH4)2, objevená roku 1983, připravovaná reakcí uranocenu s tetrahydridoboritanem uraničitým. Tato látka může vstupovat do mnoha různých reakcí, například alkylací na uranu pomocí organolithných sloučenin a do přeměn na hybridní sendvičové sloučeniny.
Jako další příklady organouranových sloučenin lze uvést obrácené uranoceny, s cyklooktatetraenidovými ligandy mezi dvojicí atomů uranu, a sendvičové sloučeniny s pentalenidovými ligandy místo cyklooktatetraenidových.